# Cyllopoda ovata
Cyllopoda ovata là một loài bướm đêm trong họ Geometridae.